# Basquetebol nos Jogos da Lusofonia de 2006
O torneio de basquetebol nos Jogos da Lusofonia de 2006 ocorreu no Pavilhão Polidesportivo Tap Seac entre 8 e 14 de outubro. Portugal foi o único país a chegar às duas finais, vencendo Angola no masculino e perdendo para Moçambique no feminino. As duas medalhas de bronze ficaram com Cabo Verde.

## Eventos
- Masculino
- Feminino

## Medalhistas
| Ordem | País       | Medalha de ouro | Medalha de prata | Medalha de bronze | Total |
| ----- | ---------- | --------------- | ---------------- | ----------------- | ----- |
| 1     | Portugal   | 1               | 1                | 0                 | 2     |
| 2     | Moçambique | 1               | 0                | 0                 | 1     |
| 3     | Angola     | 0               | 1                | 0                 | 1     |
| 4     | Cabo Verde | 0               | 0                | 2                 | 2     |

| Evento    | Ouro       | Prata    | Bronze     |
| --------- | ---------- | -------- | ---------- |
| Masculino | Portugal   | Angola   | Cabo Verde |
| Feminino  | Moçambique | Portugal | Cabo Verde |